# Archimantis gracilis
Archimantis gracilis är en bönsyrseart som beskrevs av Milledge 1997. Archimantis gracilis ingår i släktet Archimantis och familjen Mantidae. Inga underarter finns listade i Catalogue of Life.